# Smart Data Compression
Pour les articles homonymes, voir SDC et .sdc.
 (mai 2009).
Si vous disposez d'ouvrages ou d'articles de référence ou si vous connaissez des sites web de qualité traitant du thème abordé ici, merci de compléter l'article en donnant les références utiles à sa vérifiabilité et en les liant à la section « Notes et références ».
Smart Data Compression (dont l’extension est .sdc) est un format propriétaire de fichier utilisé pour le stockage d’information géographique.
Le format SDC est utilisé dans les produits ESRI tel que ArcGIS StreetMap, ArcIMS Route Server, RouteMAP IMS, ArcGIS Business Analyst, et le SDK ArcMobile.
Le ratio de compression varie de 8× à 20× selon la nature et la structure des données. Les données SDC sont optimisées pour l’affichage cartographique, le calcul d’itinéraire, et le géocodage.